# Pinguim-de-adélia

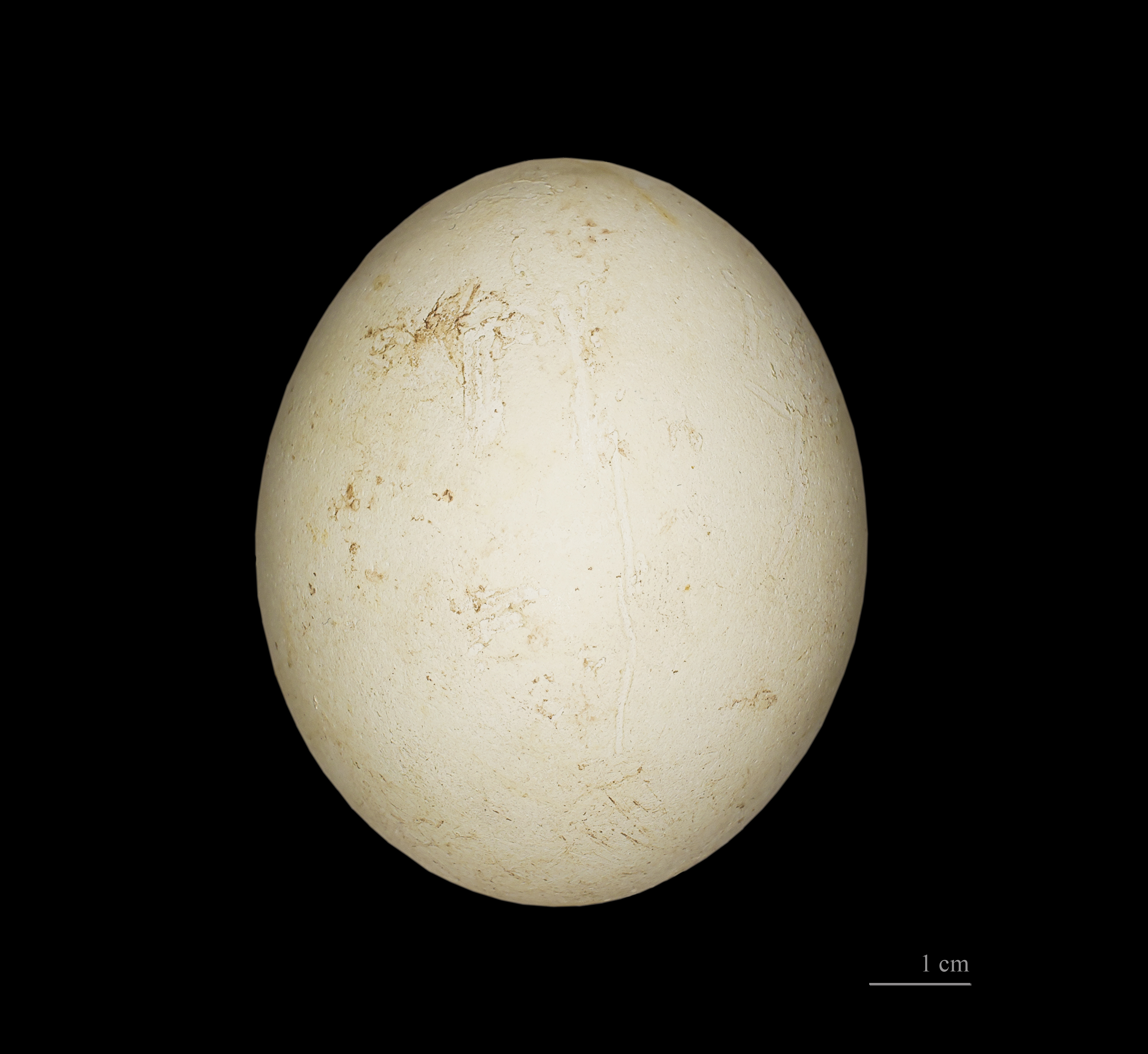
Ovo de Pygoscelis adeliae

O pinguim-de-adélia (Pygoscelis adeliae)  é uma espécie de pinguim que habita a Antártida. É uma das únicas espécies que nidificam neste continente. Seu nome é derivado da Terra Adélia, em turno batizada em homenagem à esposa do descobridor da espécie, Jules Dumont d'Urville.
Os pinguins-de-adélia têm sido objeto de estudo de cientistas de uma estação de investigação situada na proximidade de algumas ilhas onde esses pinguins nidificam.
A partir de outubro, os pinguins escolhem regiões de solo nu, nas encostas mais abrigadas, onde constroem ninhos com pedregulhos. Durante os últimos 30 anos, tem-se registado um grave declínio na população de pinguins que procriam na região e que atinge cerca de 70%. O biólogo responsável por estes estudos admite que o declínio da população se relaciona com a mudança climática que tem vindo a ocorrer na região. Nos últimos 50 anos, as temperaturas de Inverno têm experimentado um aumento médio de 6 °C. Como consequência do aquecimento, o gelo marinho, que forma uma camada impermeável sobre o oceano, funde, o que provoca uma maior evaporação da água do mar. Ocorre então precipitação de neve que se acumula no solo, especialmente nas zonas mais abrigadas dos ventos, sendo nesses locais onde também funde mais tarde.
Os pinguins-de-adélia não modificam os seus locais de postura. Continuaram a construi-los mas sobre a neve e não no solo nu. Quando a neve funde, os ninhos enchem-se de água que encharca os ovos, impedindo o nascimento de novos membros da colónia. Desse modo tem vindo a ser gradualmente reduzido o número de nascimentos nas colónias de pinguins de Adélia da região.
Alguns estudos têm sido usados para promover a ideia de que a prostituição existe em diferentes espécies de animais como em pinguins-de-adélia.